# Симон із Тренто
Симон із Тренто (нім. Simon Unverdorben, Simon von Trient; італ. Simonino di Trento; листопад 1472 — 24 березня 1475) — хлопчик, віком у два з половиною роки, з міста Тренто, Південний Тіроль (Італія), у зникненні якого звинуватили глав місцевої єврейської громади, що відоме як один з найбільших європейських кривавих наклепів на євреїв.
Після тривалого розслідування папа Сікст V зарахував Симона до лику святих, хоча офіційної церемонії канонізації здійснено не було. У 1965 році Другий Ватиканський собор католицької церкви скасував культ Симона з Тренто, як заснований на зловмисній містифікації, і видалив його ім'я з католицької мартирології. Так само раніше зробила англіканська церква з культом Г'ю з Лінкольна.

## Опис
Незадовго до зникнення Симона мандрівний францисканський проповідник Бернардіно да Фельтре провів у місті кілька проповідей, в яких він чорнив місцеву єврейську громаду.

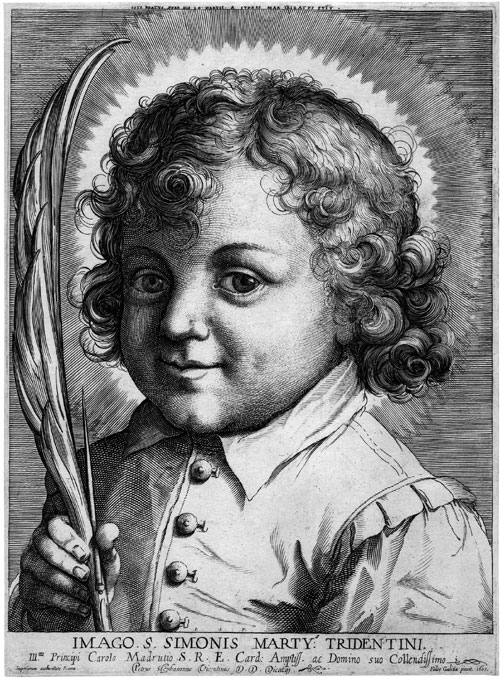
Св. Симон з Трієнту

Дитина двох з половиною років зникла увечері 23 березня 1475 року, у Великий четвер, і була знайдена мертвою у неділю на Пасху, у водах каналу, в безпосередній близькості від будинку, де жили тільки п'ятнадцять євреїв. За іншими даними тіло було знайдено у самому будинку євреїв. Для розгляду цієї справи була призначена слідча комісія на чолі з єпископом Трієнта Йоханесом Хіндербахом, яка визначила це зникнення і смерть хлопчика Симона як ритуальне вбивство.
П'ятнадцять євреїв, віком 15-90 років були взяті під варту і постали перед судом. Їх наполегливо катували протягом багатьох місяців поки не вирвали зізнання. Одна з підсудних, жінка Бруна померла під тортурами і похоронена за християнським обрядом. Суд визнав підозрюваних євреїв винними. Для повторного розгляду справи папа Сикст IV зібрав комісію з шести кардиналів на чолі з видатним знавцем юриспруденції того часу і цей верховний суд знову визнав звинувачених винними у ритуальному вбивстві — всі осуджені були страченими. Ватикан офіційно визнав місцевий культ Симона в 1588 році .
Другий Ватиканський собор, завдяки старанням керівництва архієпархії Тренто офіційно заборонив в 1965 році вшанування Симона з Тренто як святого мученика. Мощі Симона були видалені з храму Св. Петра у Тренто і захороненні у якомусь таємному місці.

### Книга Аріеля Тоаффа
У 2006 році Аріель Тоаффа — професор ізраїльського Бар-Іланського університету, що спеціалізується на середньовічній єврейській історії, єврей за національністю і син головного рабина Риму, випустив книгу «Кривава Пасха. Євреї Європи і ритуальні вбивства» (Pasque di sangue. Ebrei d'Europa e omicidi rituali), в якій стверджується, що в Середньовічній Італії могла існувати юдейська секта, що використала в ритуалах порошок з крові. За його словами, «серед громади ашкеназі того часу існували екстремістські групи, які були здатні здійснювати такі дії і виправдовувати їх».
На думку критиків, той факт, що гіпотеза Тоаффа побудована на свідченнях, здобутих під тортурами, зводить до нуля всі його подальші побудови. В Ізраїлі книга Тоаффа викликала крайнє обурення і обговорювалася в Кнесеті. Сам Тоаффа згодом стверджував, що його висновки були неправильно зрозумілі, і він лише стверджував, що матеріали інквізиції не дозволяють стверджувати, що всі подібні процеси були сфальсифіковані.
У 2008 році Тоаффа постарався «прояснити непорозуміння», викликане попередніми публікаціями про книгу, і написав у новому введенні до неї: «Євреї не скоювали ритуальних вбивств, це повністю було християнським стереотипом». «У мене немає сумнівів у тому, що так зване „вбивство в ритуальних цілях“, або „вбивство немовлят“, належить до області міфів». Сам текст книги змінений не був; у введенні автор роз'яснює, що його твердження щодо маргінальних груп ашкеназі, які «могли використовувати в ритуалах порошок з висушеної крові», жодним чином не пов'язаний з вбивствами дітей, і що в середні століття юдеї і християни тримали в будинку подібні порошки як цілющий талісман. За словами Тоаффа, цю кров отримували за плату від живих донорів, у тому числі дітей, і висушували.

## Св. Симон в сакральному мистецтві

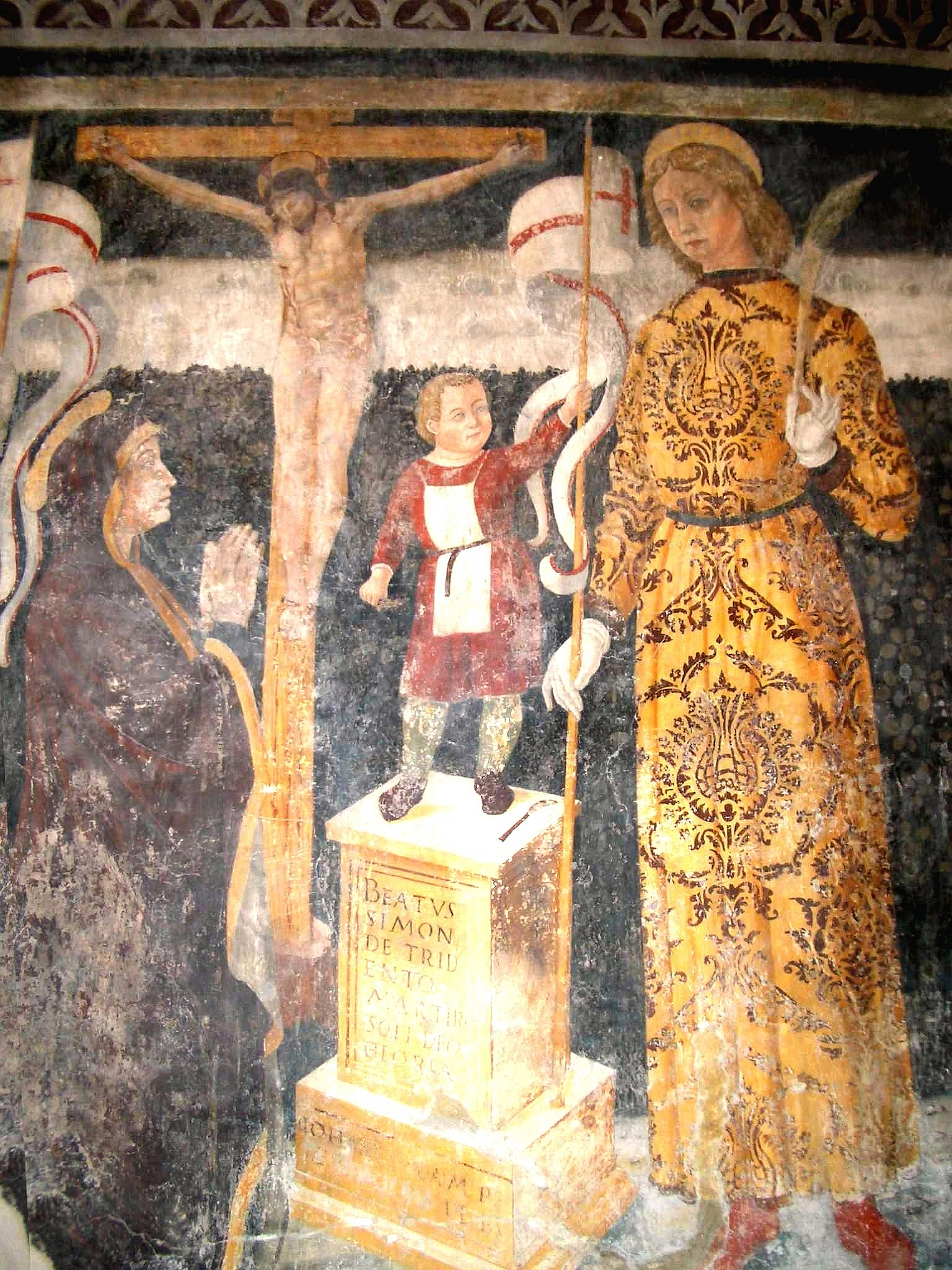
Джованні П'єтро да Cemmo Св. Симон в храмі Благовіщення Св. Марії, Bienno

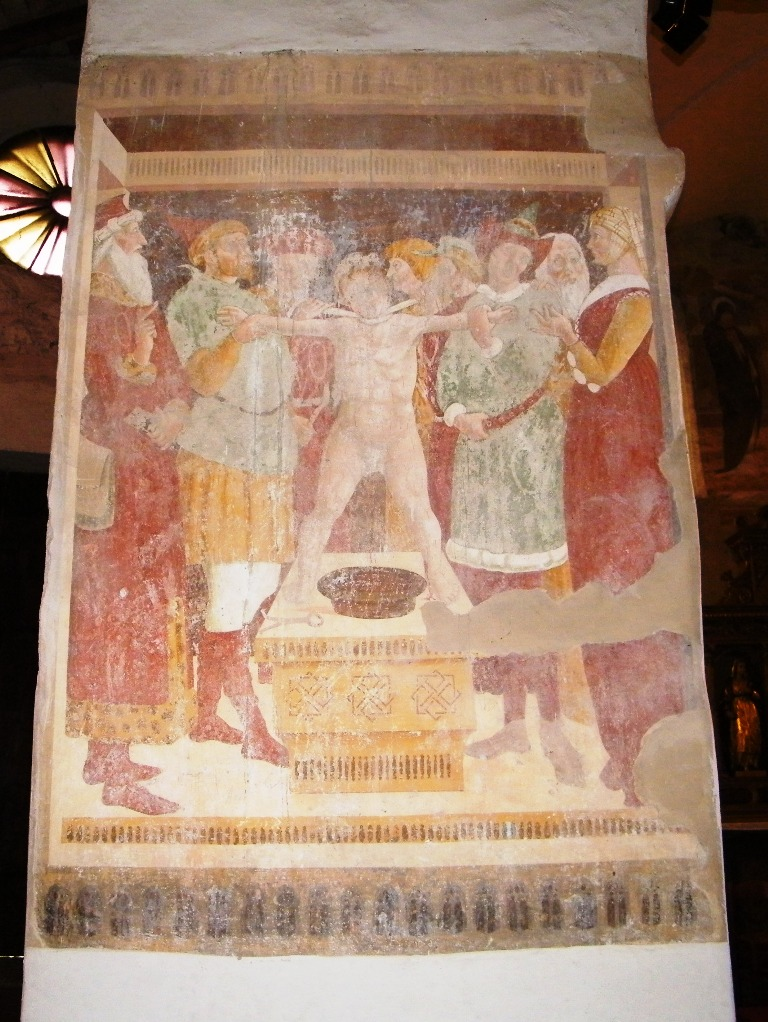
Мучеництво св. Симона, храм Санта-Марія Ротонда, Пьян Camunian

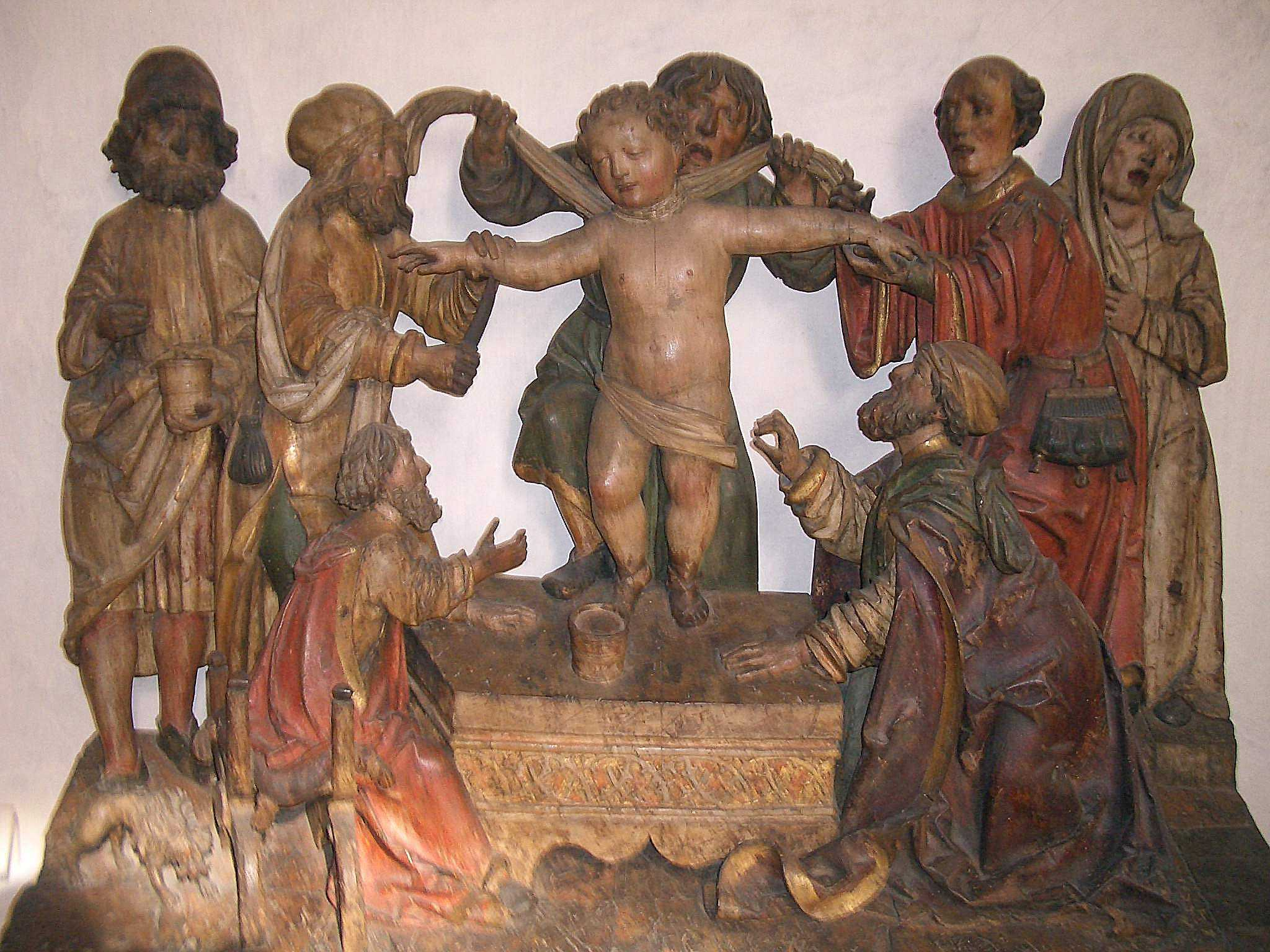
Мучеництво святого Сімона, Майстерня «Ніклаус Weckmann», Єпархіальний музей Трєент

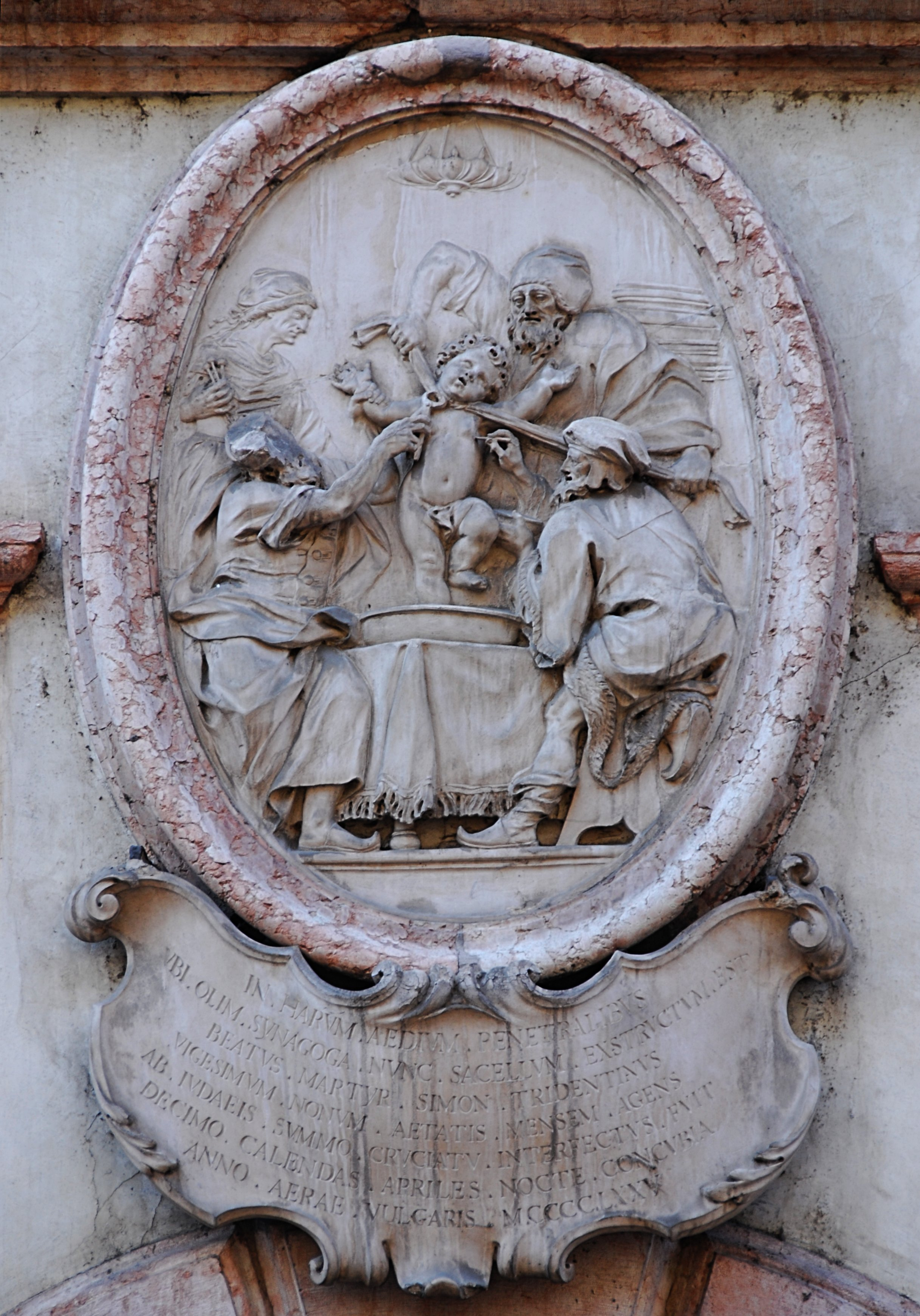
Мучеництво святого Сімона, Палац Salvadori, Трієнт

Мучеництво св. Симона увійшло до сакрального мистецтва, картинами, скульптурами і гравюрами, що зображають та ілюструють його мучеництво. Серед мистецьких витворів великого значення мають різьблення по дереву з церкви Св. Петра (1505—1515), котрі зберігається в єпархіальному музеї Трієнта, роботи митців з майстерні Ніклаус Weckmann.
На фасаді Ренесанс Палаццо Salvadori в Тренто (побудований там де була синагога) були поміщені у XVIII столітті дві кам'яні таблиці Френсіса Oradini з зображенням мучеництва і слави св. Симона, відтворені майже буквально різьблення майстерні Ніклауса Векмана. Мистецькі твори присвячені вшануванню св. Симона зустрічаються в багатьох храмах і каплицях навіть за межами Тренто (особливо в Ломбардії).